# Proteína quinasa R
La proteína quinasa R (PKR, del inglés protein kinase R) también llamada quinasa dependiente de ARN de doble cadena inducida por interferón; quinasa 2 del factor eucariótico iniciador de la traducción 2-alfa; proteína quinasa activada con ARN  o simplemente p68 es una proteína quinasa involucrada en sensar el estrés intracelular. En humanos, es codificada por el gen HGNC EIF2AK2  (NCBI RefSeq ID: NG_030351.1).

## Historia
Esta enzima fue descubierta en la década de los años 80, cuando se estudiaba el efecto que tenía el ARN de doble hebra para inhibir la síntesis de proteínas en un sistema libre de células; asimismo, durante esa década se caracterizó su actividad de cinasa, identificándose dos etapas: su autofosforilación tras la interacción con ARN de doble cadena y, posteriormente, la fosforilación de diferentes residuos de serina/treonina en la subunidad alfa del factor eucariótico iniciador de la traducción (eIF2-α, por sus siglas en inglés). Durante la década siguiente, se describieron la secuencia de nucleótidos que codifica para la PKR humana y su correspondiente secuencia de aminoácidos; se determinó que esta posee, hacia su extremo N-terminal, dos motivos de unión a ARN de doble cadena (ver imagen a la derecha) denominados dsRBD (acrónimo de double-stranded RNA Binding Domain) y un dominio cinasa, en el extremo C-terminal, unidos por una secuencia de 100 aminoácidos.

## Actividad
Una de las primeras respuestas celulares que ocurre durante las infecciones virales es la producción de interferones que a su vez induce la activación de proteínas antivirales, como la PKR que inhibe al eIF2-α, interumpiendo así el ciclo replicativo del virus que ha infectado a la célula, además de activar vías de señalización pro-apoptóticas. Se sabe que la activación de esta enzima ocurre mediante la interacción de sus dominios dsRBD con ARN de doble hebra, el cual está presente muchas infecciones virales; sin embargo, en ensayos in vitro se ha observado que otros compuestos polianiónicos como la heparina también pueden activar a la PKR.